# ホーナディ
ホーナディ・マニュファクチューリング・カンパニー（Hornady Manufacturing Company）は、ネブラスカ州グランドアイランドに拠点を置く弾薬やハンドロード用ツールメーカーである。

## 歴史
1940年代初頭、Vernon Speerと共に使用済みのリムファイア薬莢を用いてジャケット弾を製造しようとしていたジョイス・ホーナディによって、設立された。第二次世界大戦が終わると、ホーナディは政府払い下げのWaterbury-Farrell社製のプレス機などの製造機器を買い占めた。それらの製造機器は現在でも使われている。1964年、ホーナディはライフルとピストル用の弾薬を製造し始めた。ジョイスが1981年に飛行機事故で死去して以来、息子であるスティーブ・ホーナディが会社を経営している。

### Pacific Tool社
スティーブ・ホーナディはPacific Tool社に1960年から勤務し、これはカリフォルニアからネブラスカに会社が移転する1971年、ホーナディに買収されるまで続いた。 DL-366はPacific社最後の、そしてホーナディにとっては最初の弾薬用プレス機となり、これは366オートとして現在でもホーナディ社が製造している。

## 製品
主に高品質の自衛用弾薬や、射撃、狩猟用弾薬を製造している。1990年、ホーナディのXTP (エクストリームターミナルパフォーマンス/究極の終末性能) は、全米ライセンスディーラー連盟より、業界の優れた製品に与えられるメリット賞を受賞した。.17 HMR や .17 HM2 リムファイア 弾の トップメーカーであり、カジュアルな狩猟や害獣駆除での人気を博した。ホーナディは、.480 ルガー、.204 ルガー、.375 ルガーなどの新型弾の開発に際して、Sturm, Ruger社と頻繁に提携した。
ホーナディ社が開発したLEVERevolution弾は、レバーアクションライフルのチューブマガジン内部で弾丸先端のポリマー製チップが前の弾丸に衝撃を伝えて暴発を招くリスクを激減させるなど、伝説的な製品となった。これには柔らかいエラストマー製のチップが使われており、フラッター弾よりも優れた空力特性を実現した。
ホーナディ社は薬莢、弾丸、ショットシェル用品、ハンドロード用ツールやデータなど、ハンドロード用品を幅広く扱っている。
2012年の始め、ホーナディは「ゾンビマックス弾」を発売。アメリカにおける「ゾンビ狩り」の流行を意識したものと思われる。
戦時中に使われたライフルの性能を最大限に楽しむための、Vintage Match弾を発売した。これは一般市民の銃知識向上を目指す団体であるCMPのビンテージライフル、ビンテージスナイパー競技と、競技レベルの市販、又はハンドロード弾を求める選手に向けて開発されたもので、最高品質と安定供給を念頭に置いている。Vintage Match弾は、マウザー、リー・エンフィールド、モシンナガン、スウェーデンのマウザーなど、 6.5×55mm、 .303 British、 7.62×54mmR、 7.92×57mm Mauser、.30-06　などの弾丸に対応するビンテージなサービスライフルに、例外的な精度を提供する。